# برات آند ويتني جيه تي 9 دي
برات آند ويتني جيه تي 9 دي (بالإنجليزية: Pratt & Whitney JT9D)‏ هو محرك توربيني مروحي نفاث، وهو أول محرك تم صنعه من عائلة المحركات ذات الالتفافية العالية، والموجة للاستخدام على طائرات البدن العريض. وأستخدم كأول محرك يدفع طائرة «الجامبو جت» الأصلية بوينغ 747 -100. ويعتبر أول محرك تنتجة برات آند ويتني من المحركات ذات الالتفافية العالية، كما أنه يعتبر أول محرك من محركات جيل اليوم التي تصنع وتنتج لدفع الطائرات التجارية الكبيرة.

## التصميم والتطوير
طّور محرك جيه تي 9 دي كجزء من مرحلة تصميم طائرة النقل العسكرية الضخمة سي-5 جلاكسي (بالإنجليزية: C-5 Galaxy)‏ التي كانت تصمم من قبل. وتم منح عقد لبرات آند ويتني لدراسة نوع من المحركات الكبيرة اللازمة لدفع طائرة غلاكسي العملاقة، ولكن في نهاية المطاف تم منح عقد إنتاج المحرك لجنرال إلكتريك ومحركها المروحي تي إف 39 “TF39”. ومع ذلك، فأن بوينغ اختارت محرك جيه تي 9 دي لتشغيل طائرتها الجديدة حينذاك 747 "جامبو جت"، ومع محرك جيه تي 9 دي فأن هذه الطائرة حلقت في أول رحلة تجري لها في 9 فبراير 1969. وكان اختبارات الطيران للمحرك بدأت في يونيو 1968، وذلك باستخدام طائرة بوينغ بي-52“B-52E” كطائرة اختبار.
وطراز المحرك جيه تي 9 دي -3، الذي دخل الخدمة في عام 1970، والذي بني باستخدام التيتانيوم وسبائك النيكل. وظهر المحرك بمروحة من مرحلة واحدة، وضاغط ضغط منخفض مكون من ثلاثة مراحل، وضاغط ضغط عالي مكون من أحد عشر مرحلة، بالإضافة إلى شاحن توربيني ذو ظغط عالي مكون من مرحلتين، وشاحن توربيني ذو ظغط منخفض مكون من أربعة مراحل. وبلغ وزن هذا الإصدار من محرك جيه تي 9 دي 8608 رطل (3,905 كلغ) وينتج قوة دفع تبلغ 43,500 رطل (193,000 نيوتن). وتوقف إنتاج هذا الإصدار في عام 1990.
تم تعيين محركات جيه تي 9 دي من قبل القوات الجوية الأمريكية ليكون المحرك الذي يدفع طائرات مراكز القيادة المتقدمة المحمولة جوا من طراز بوينغ أي-4 “E-4A” ويعرف هذا المحرك بالتسمية العسكرية بمحرك برات آند ويتني إف105 “F105”.
في وقتنا الحاضر، فأن خليفة عائلة محرك برات آند ويتني جيه تي 9 دي هو المحرك برات آند ويتني بي دبليو 4000، والذي تميز بعدد أجزاء أقل من سابقة، وزيادة في الموثوقية، وحقق مبيعات عالية مقارنة بمحرك جيه تي 9 دي.

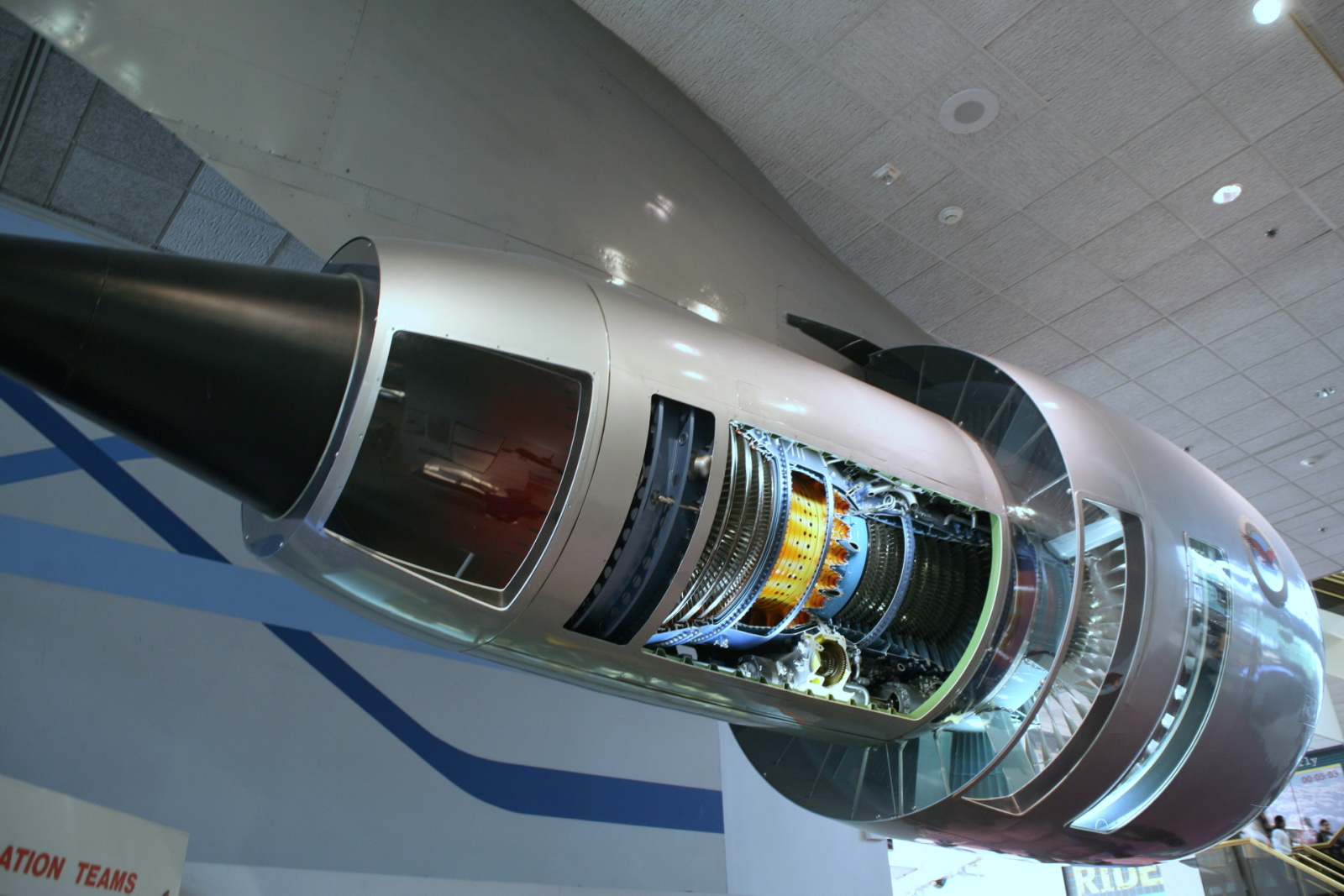
برات آند ويتني جيه تي 9 دي محرك مروحي توربيني نفاث، والذي تم تطويرة لطائرة 747 "جامبو جت"

## الاستخدامات
- إيرباص إيه 300
- إيرباص إيه 310
- بوينغ 747
- بوينغ 767
- ماكدونل دوغلاس دي سي - 10

## المواصفات
|                            | جيه تي 9 دي-3إيه JT9D-3A | جيه تي 9 دي-7 JT9D-7 | جيه تي 9 دي-20 JT9D-20              | جيه تي 9 دي-7كيو/7كيو3 JT9D-7Q/7Q3 | جيه تي 9 دي-59إيه/70إيه JT9D-59A/70A               | جيه تي 9 دي-7أر4دي/دي1 JT9D-7R4D/D1 | جيه تي 9 دي-7أر4جي2 JT9D-7R4G2 | جيه تي 9 دي-7أر4أتش1 JT9D-7R4H1 |
| قوة دفع ثابتة (باوند)(lbf) | 45800                    | 47900                | 49400                               | 53000                              | 53000                                              | 48000                               | 54750                          | 56000                           |
| وزن المحرك الأساسي (رطل)   | 8608                     | 8850                 | 8450                                | 9295                               | 9155                                               | 8905                                | 8935                           | 8885                            |
| طول (بوصة)                 | 128.2                    | 128.2                | 128.2                               | 132.1                              | 132.2                                              | 132.7                               | 132.7                          | 132.7                           |
| قطر المروحة (بوصة)         | 92.3                     | 92.3                 | 92.3                                | 93.6                               | 93.6                                               | 93.4                                | 93.4                           | 93.4                            |
| يستخدم في                  | بوينغ 747-100            | بوينغ 747            | ماكدونل دوغلاس دي سي - 10 بوينغ 747 | بوينغ 747                          | ماكدونل دوغلاس دي سي - 10 بوينغ 747 إيرباص إيه 300 | بوينغ 767 إيرباص إيه 310            | بوينغ 747                      | إيرباص إيه 300                  |

## قوائم ذات صلة
- قائمة محركات الطائرات

## وصلات خارجية
- برات آند ويتني - صفحة جيه تي 9 دي